# 第15步兵团 (美国)
第15步兵团是美国陆军步兵团，首次成立于1798年，现隶属于美国陆军第3步兵师，驻扎于佐治亚州史都华堡。1900年参与镇压义和团的军事行动。1912年起在天津及秦皇岛的霍尔康姆营地等地驻扎，其指挥权一度移交给至美国国务院。